# Památník Negevské brigády

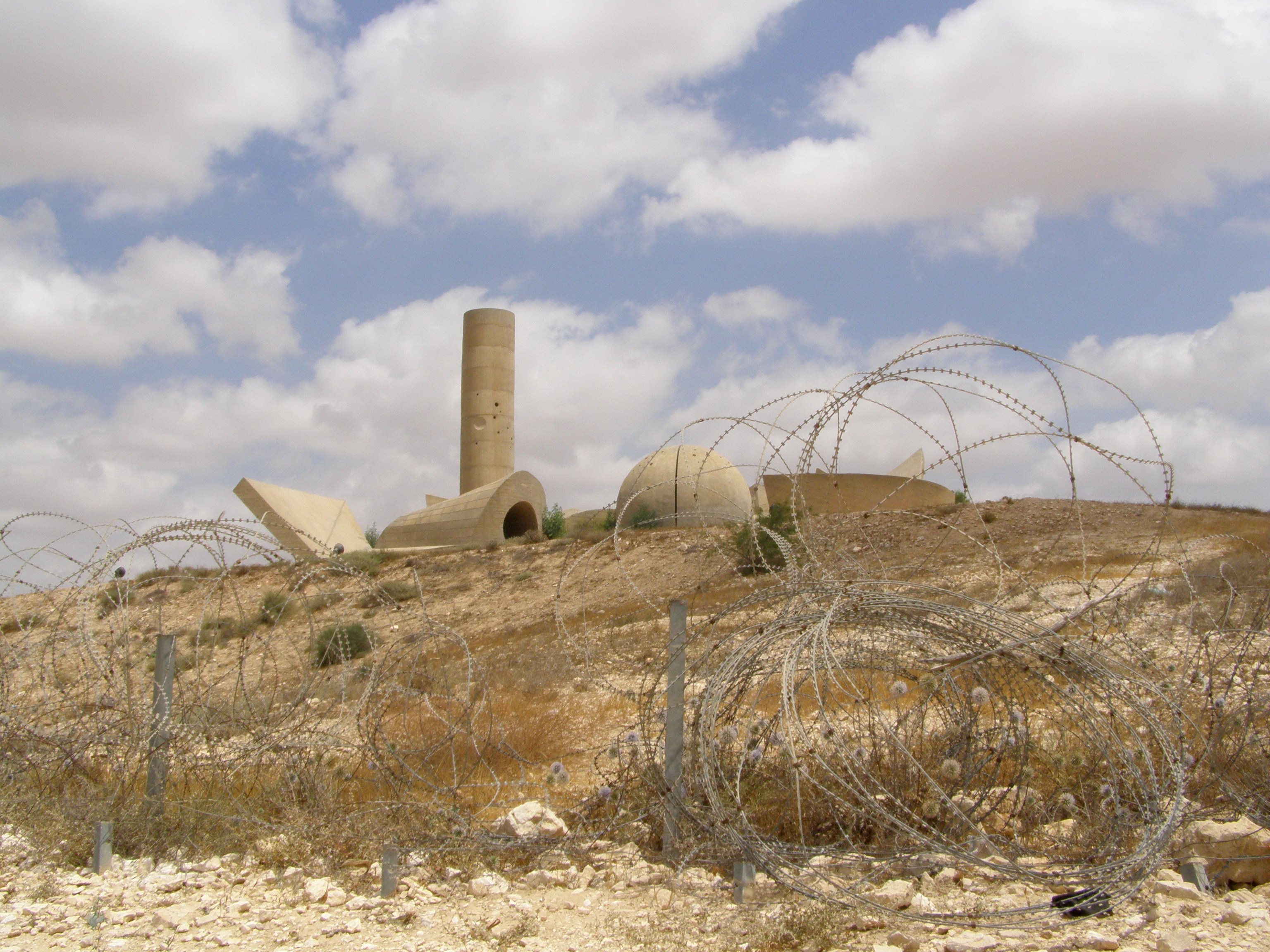
Památník Negevské brigády

Památník Negevské brigády (hebrejsky: אנדרטת חטיבת הנגב) byl navržen Dani Karavanem k uctění památky členů Negevské brigády Palmach, kteří padli při obraně Izraele ve válce za nezávislost v roce 1948. Nachází se na kopci východně nad Beerševou a je symbolem Negevské pouště a Beerševy. Jedná se o předchůdce uměleckého směru land art.
Památník byl postaven v letech 1963 až 1968 v období, kdy Izrael stavěl mnoho památníků k uctění těch, kteří bojovali a padli ve válkách, kterých se zúčastnil. Je vyroben ze surového betonu a skládá se z osmnácti samostatných částí. Tyto části jsou symbolické a mají spojitost s Palmach a válkou za nezávislost. Děrovaná věž má připomínat vodní věž zasaženou střelbou a potrubní tunel je připomínkou vodních kanálů v Negevu, bráněných vojáky. V betonu jsou vyryta jména vojáků, kteří padli během války, odznaky Palmach, pasáže z deníků vojáků, verše a písně.

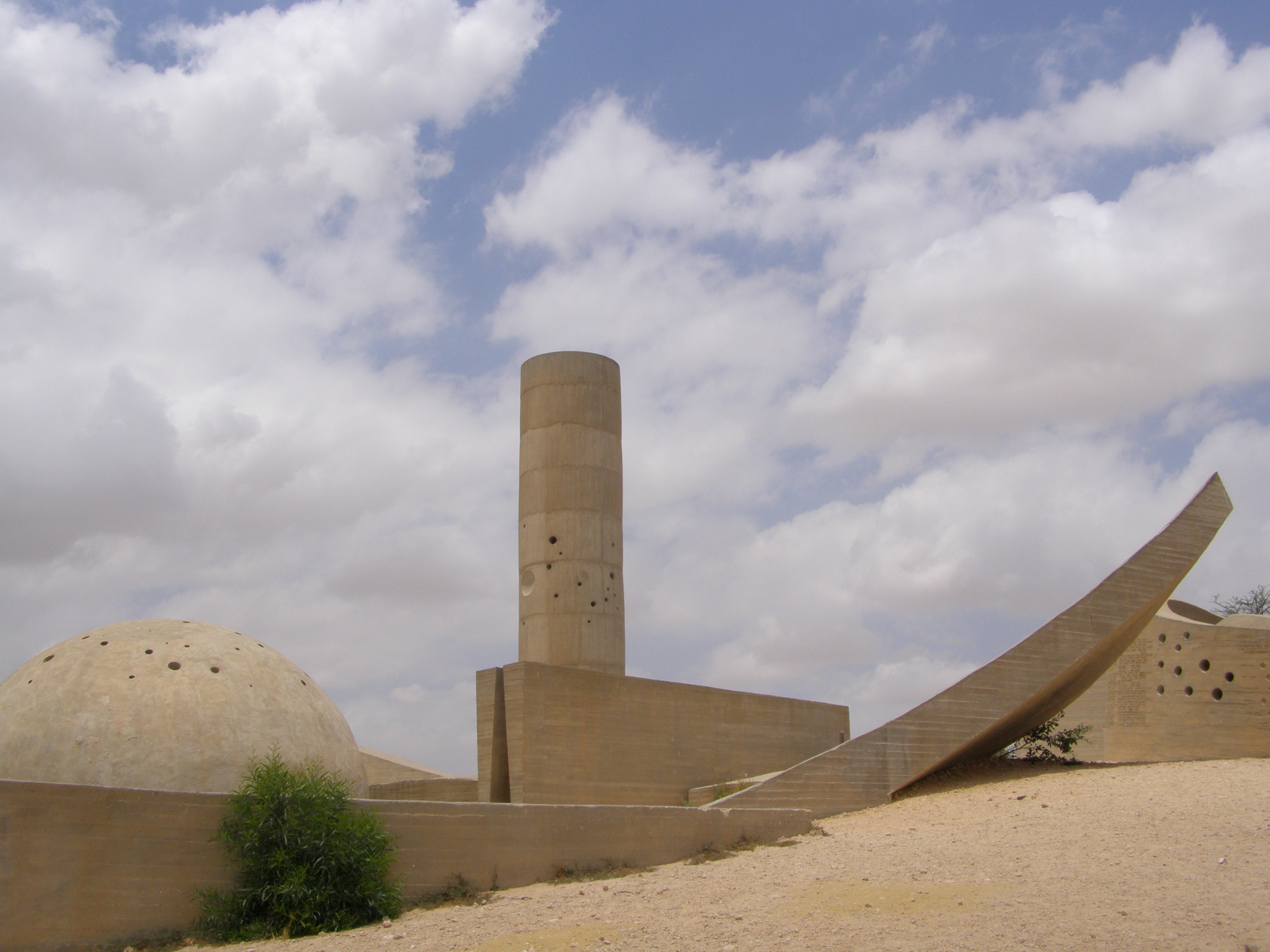
Zleva „Pamětní dóm“, „Průchod“ (v pozadí „Věž“), „Stan“ a „Vstupní stěna“
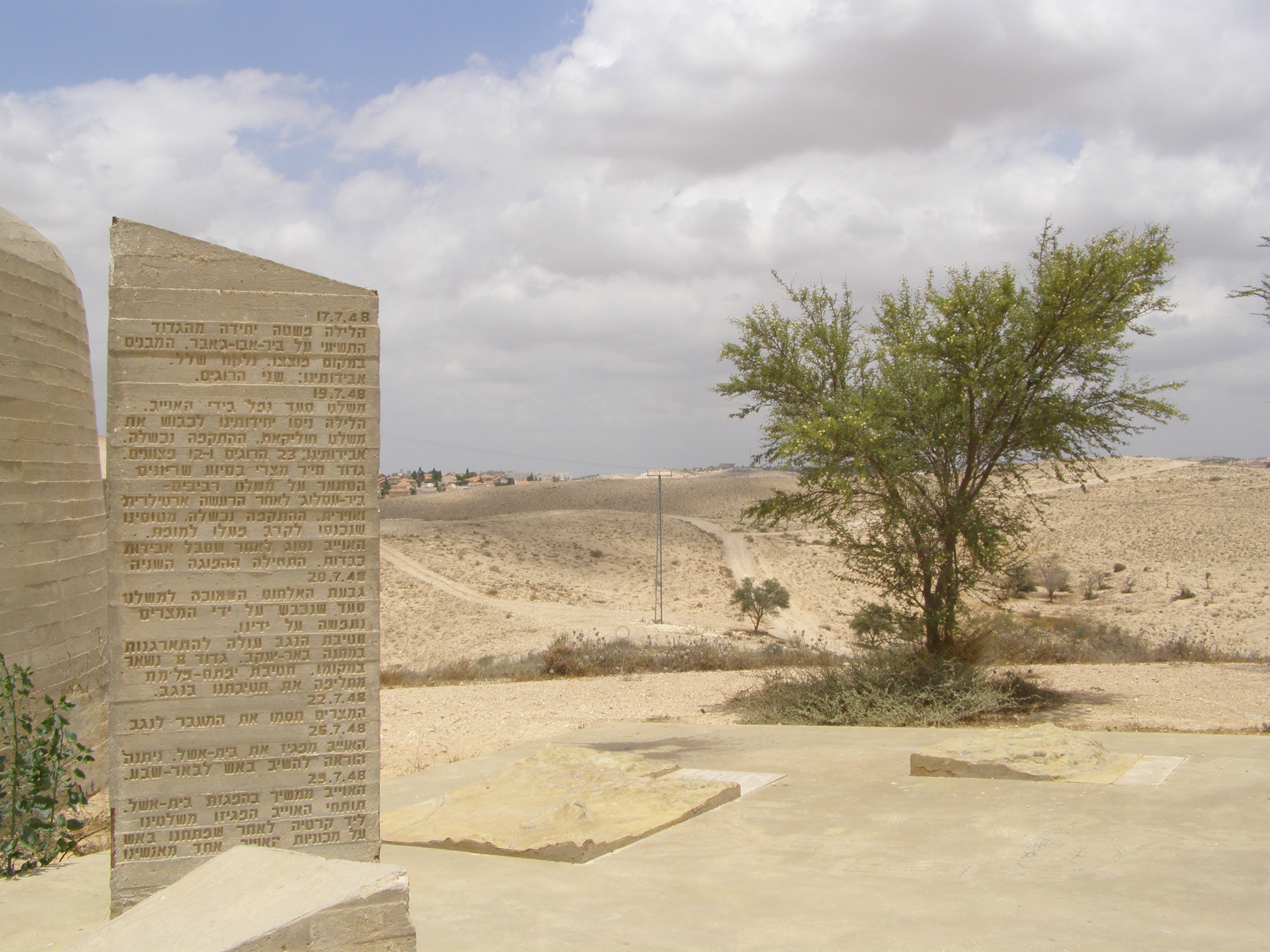
„Náměstí operací“
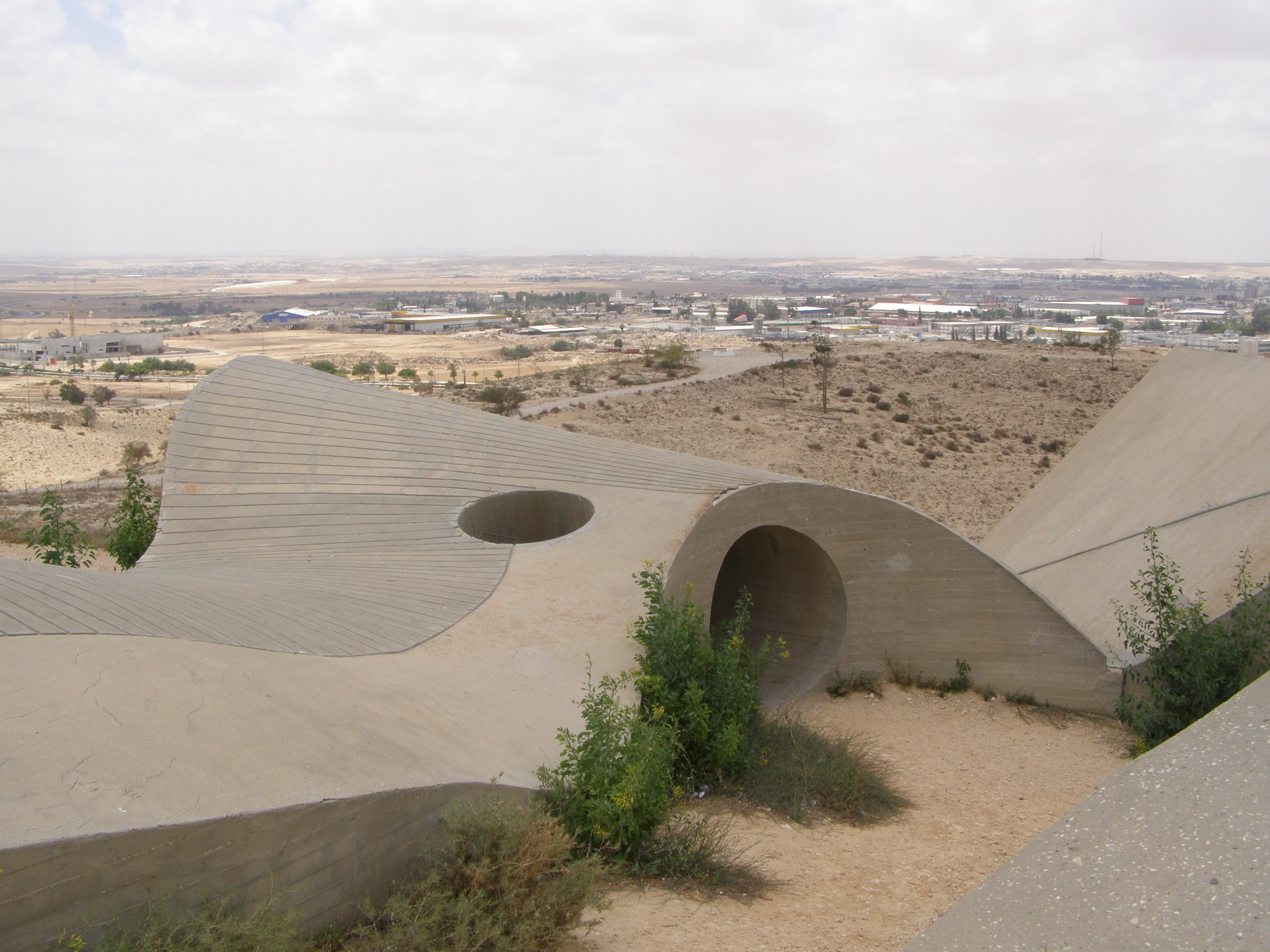
„Bunkr“, v pozadí Beerševa
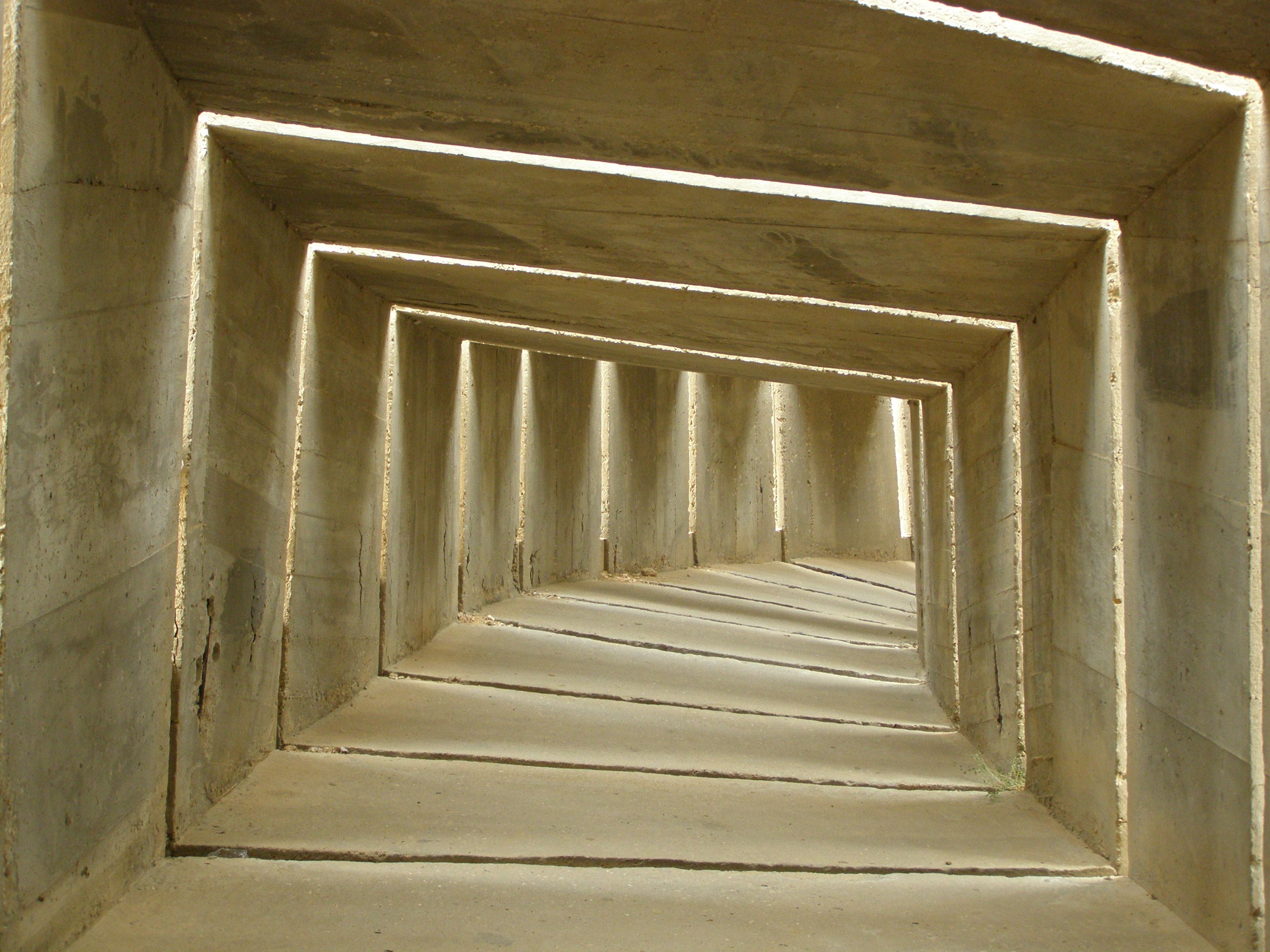
„Rozdrásaný had“